# Vranovina (Bosanski Petrovac, BiH)
Vranovina je naseljeno mjesto u općini Bosanski Petrovac, Federacija Bosne i Hercegovine, BiH.

## Zemljopis
Vranovina leži na obroncima kojima se Grmeč od svog grebena Željeznik spušta u Petrovačko polje. Razlozi takvoj gradnji kuća na krajevima potiču iz vremena turske uprave, kad se svijet sklanjao u zabačenija i nepristupačnija mjesta, u šume i u zaklone, podalje od glavnih drumova, kako ne bi toliko bio na udaru. Osim toga, i spahije nisu dopuštale kmetu, da s kućom i drugim stajama zakrčuje plodnu zemlju, nego su ga potiskivale na kraj, na zemljište koje nije ni za kakvu privredu. Zbog toga i jesu kuće ponajviše na vrlo nezgodnim mjestima, u strani, u vrleti, s težim pristupom. Selo sačinjavaju ovi dijelovi: Rakovica, Jevića (Cvikića) Glavica, Vranješki Do, Kapetanov Do i Gornja Vranovina (pod Željeznikom). Klima je oštra, oštrija nego u drugim krajevima Petrovačkog Polja i selo je ne rijetko izloženo sjevernom vjetru. Ovdje snijeg pada ranije i duže se zadržava. Selo Vranovina ima nekoliko omanjih izvora i potoka, kao i jedan jači potok „Vranovina"; Ovaj izvire pod samim Željeznikom, prelazi preko Gornje Vranovine i dopire čak u polje, u nizinu, do sela Brestovca.

## Povijest
U ovom selu na sjeveru leži jedna gradina, koju narod naprosto zove „Gradinom". Površinski su tu nađeni fragmetni keramike. Potiče iz brončanog ili željeznog doba.

Srbi su u Vranovini većina, ali nekad je ovdje bilo više Hrvata. U Vranovini su nekad bile trije kuće Hrvata katolika. Ovi katolici naselili su se ovdje poslije austro-ugarskog zaposjedanja. To su bili ikavski Hrvati koji su se doselili 1879./80. godine iz najbližeg susjedstva, iz Like i Krbave. Hrvati iz Vranovine podrijetlom su doseljeni iz Boričevca i Gračaca.
Broj Hrvata cijelog petrovačkog, drvarskog i grahovskog kraja drastično se smanjio nakon drugoga svjetskog rata. Uz većinske Srbe, bilo je oko dvije tisuće Hrvata katolika u Krnjeuši, Vrtočama, Koluniću, Oštrelju i u samom Bosanskom Petrovcu, a nakon masovnih ubojstava i masovnih protjerivanja Hrvata u srpskom ustanku na ovom graničnom području Hrvatske i Bosne i Hercegovine (Drvar i okolica, iz Bosanskog Grahova i okolice - naselja Luka, Korita, Ugarci, Obljaj i druga, iz Brotnja, Boričevca, Vrtoče, Lastve, Zelinovca, Krnjeuše) te činjenice da se ovamo Hrvati nisu smjeli vratiti niti nakon 1945. (nekim naseljima čak su i groblja uništena, a vlasništvo nad zemljom koja im je oteta Hrvati ni do danas nisu uspjeli povratiti),  broj je drastično opao.
U selu postoje dvije gradine, jedna na vrhu Obljaja a druga kod Suvog vrha. 

## Stanovništvo

### 1991.
Nacionalni sastav stanovništva 1991. godine, bio je sljedeći:
ukupno:  274
- Srbi - 272
- Jugoslaveni - 1
- ostali, neopredijeljeni i nepoznato - 1

### 2013.
Nacionalni sastav stanovništva 2013. godine, bio je sljedeći:
ukupno: 57
- Srbi - 57